# ألبرت نيكولاس
ألبرت نيكولاس (بالإنجليزية: Albert Nicholas)‏ هو عازف جاز أمريكي، ولد في 27 مايو 1900 في نيو أورلينز في الولايات المتحدة، وتوفي في 3 سبتمبر 1973 في بازل في سويسرا.

## وصلات خارجية
- ألبرت نيكولاس على موقع IMDb (الإنجليزية)
- ألبرت نيكولاس على موقع ميوزك برينز (الإنجليزية)
- ألبرت نيكولاس على موقع أول ميوزيك (الإنجليزية)
- ألبرت نيكولاس على موقع ديسكوغز (الإنجليزية)